# Simmeringer Friedhof
Der Simmeringer Friedhof ist ein Friedhof im 11. Wiener Gemeindebezirk Simmering. Der Haupteingang befindet sich an der Adresse Unter der Kirche 5.

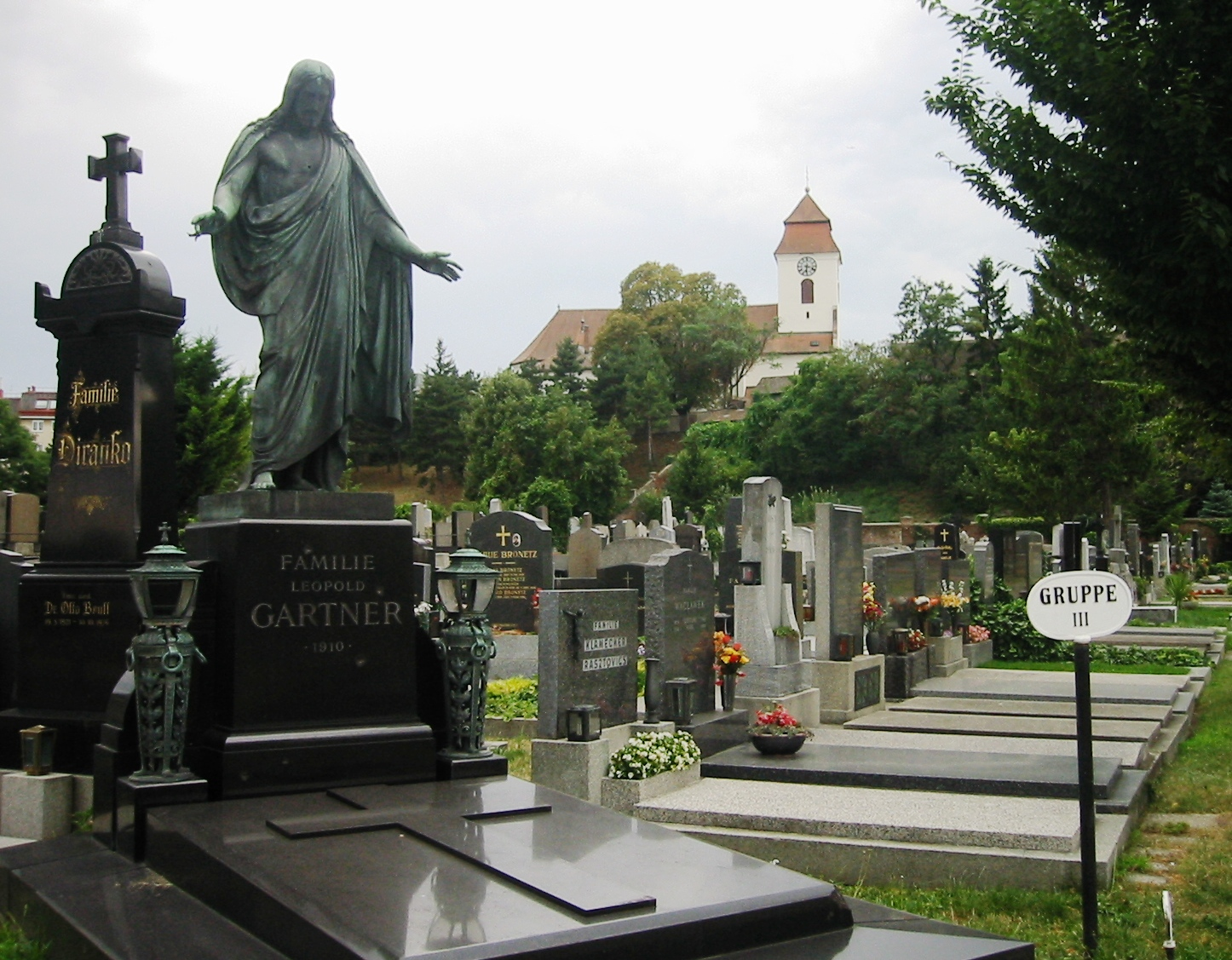
Simmeringer Friedhof, im Hintergrund die Pfarrkirche Altsimmering

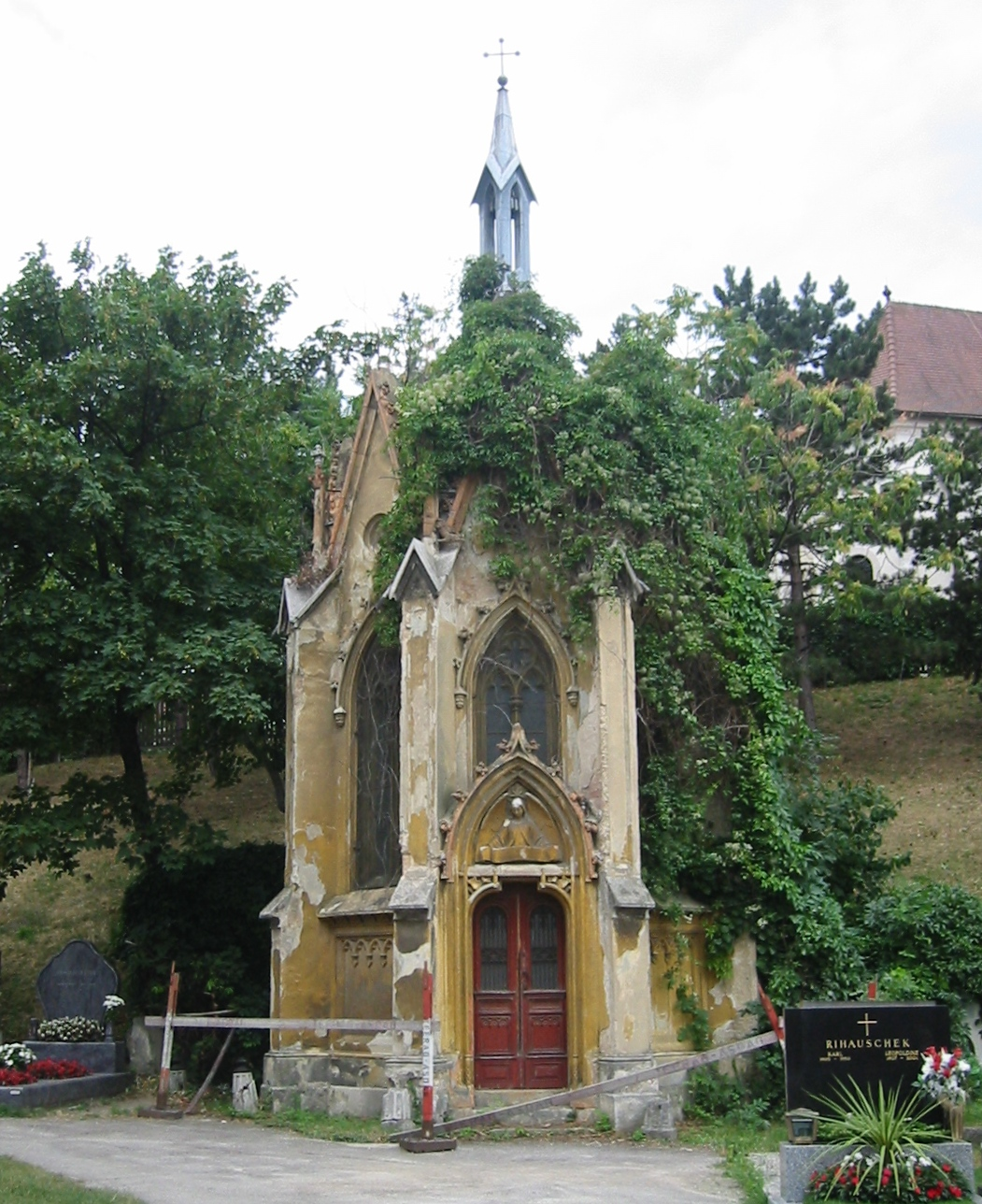
Die Rinnböck-Kapelle im Jahr 2007, vor Beginn der Restaurierungsarbeiten

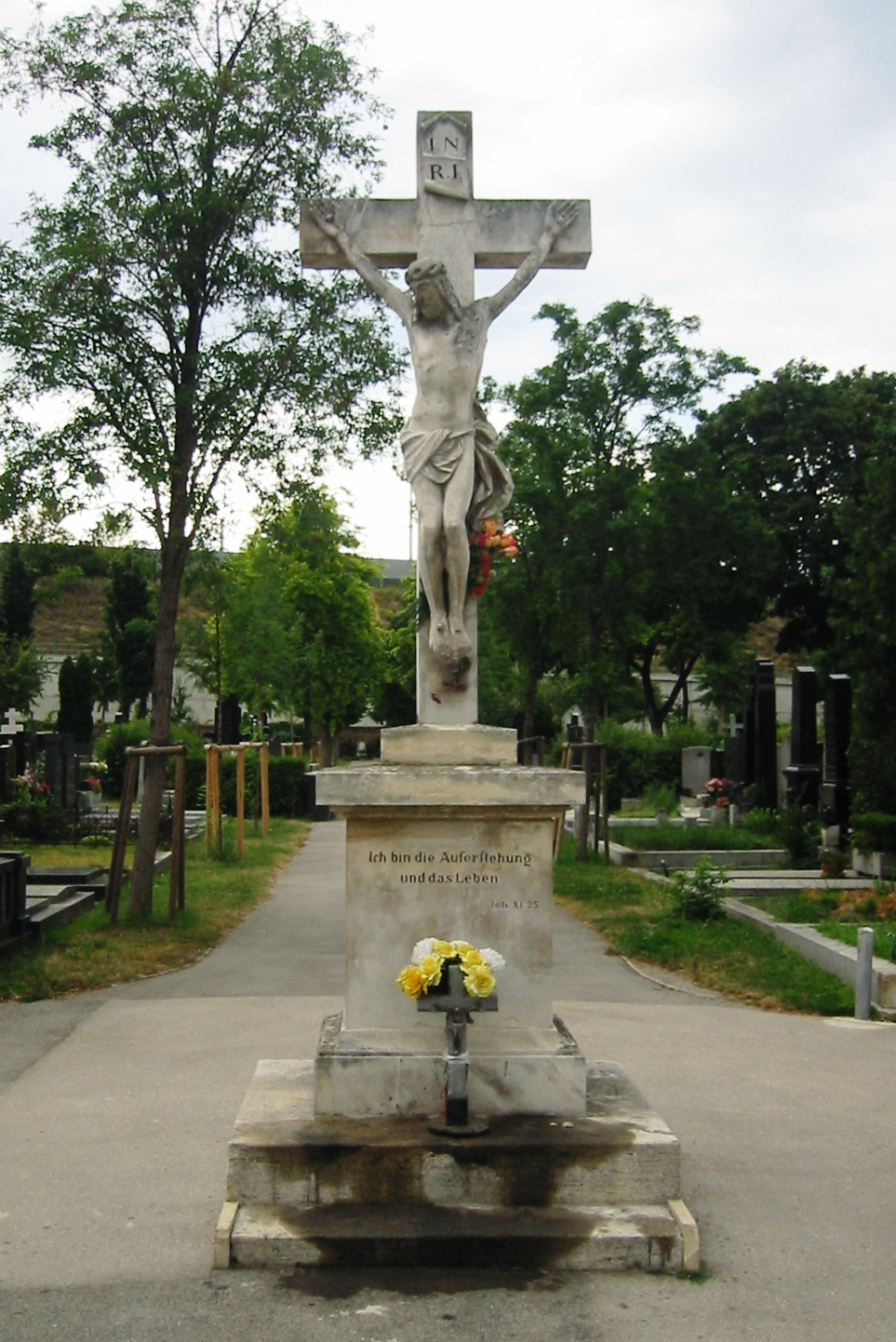
Friedhofskreuz mit der Inschrift Ich bin die Auferstehung und das Leben (Johannesevangelium 11,25)

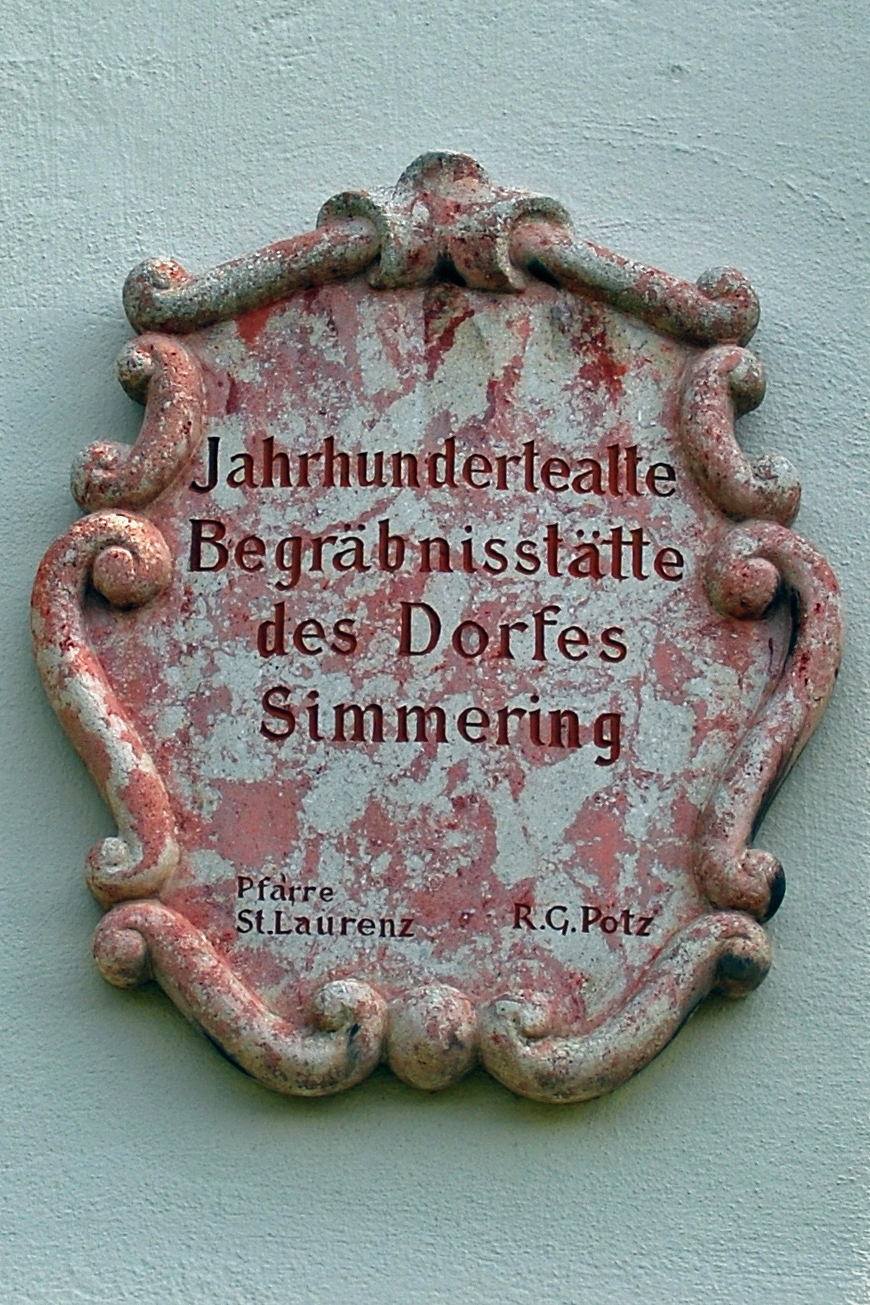
An der Simmeringer Kirchenmauer

## Geschichte
Der Friedhof wurde vermutlich bereits im Mittelalter im Zuge der Errichtung der Pfarrkirche Altsimmering angelegt und schließt im Norden direkt an die auf einer Anhöhe gelegene Kirche an. Die Josephinischen Reformen Kaiser Josephs II. hätten 1783 beinahe zur Schließung des Bergfriedhofs geführt, da Friedhöfe in Ortskernen tunlichst aufgelassen werden sollten. Er konnte aber aufgrund einer Petition der Bevölkerung an den Kaiser erhalten werden. Im Jahre 1799 erfolgte die erste von mehreren Erweiterungen.
1896, kurz nach der Eingemeindung Simmerings nach Wien, stand die Existenz des Friedhofs neuerlich zur Diskussion, da der nahe gelegene Zentralfriedhof einen Weiterbestand des vergleichsweise kleinen Ortsfriedhofs unrentabel erscheinen ließ. Doch auch diesmal gelang es Bezirksvertretern und der Kirche, die drohende Schließung abzuwenden. Stattdessen wurde der Friedhof in nördlicher Richtung erweitert. 1905 betrug seine Fläche bereits über 22.500 m². Nach dem Zweiten Weltkrieg wurde damit begonnen, die durch die Schlacht um Wien verursachten Schäden zu beheben, unter anderem wurde eine neue Friedhofsmauer errichtet. Auch in den folgenden Jahrzehnten kam es zu weiteren Umbauten und Erweiterungen. Unter anderem wurde von 1978 bis 1979 die Aufbahrungshalle nach Entwürfen des Architekten Erich Boltenstern umgebaut.

## Allgemeines
Der Simmeringer Friedhof wird im Auftrag der Friedhöfe Wien GmbH von der Friedhofsmeisterin Traude Fritz verwaltet und umfasst rund 8.000 Grabstellen auf einer Fläche von 56.955 m². Der Haupteingang liegt an der Adresse Unter der Kirche 5, man gelangt aber auch von der Pfarrkirche über eine Stiege in den Friedhof.
Am Fuß des Kirchberges befindet sich die 1869 errichtete, neugotische Grabkapelle der Familie Rinnböck. Josef Rinnböck war im 19. Jahrhundert Simmeringer Gemeinderat und gründete die so genannten Rinnböckhäuser, die zwischen dem Beginn der Simmeringer Hauptstraße und der ebenfalls nach ihm benannten Rinnböckstraße liegen. Seit 1999 befindet sich die Kapelle im Eigentum der Stadt Wien, von 2011 bis 2012 wurde sie saniert. Seither ist das Erdgeschoß der Kapelle mit dem Altar erstmals für die Öffentlichkeit zugänglich.
Rund um die Pfarrkirche erinnern einige erhalten gebliebene Grabdenkmäler an den alten Bergfriedhof. Direkt an der Kirchenmauer steht ein großer Gedenkstein für die Gefallenen und Opfer des Ersten und Zweiten Weltkrieges.

## Grabstätten bedeutender Persönlichkeiten

### Ehrenhalber gewidmete Gräber
Der Simmeringer Friedhof weist sieben ehrenhalber gewidmete Gräber auf.
| Name                        | Lebensdaten | Tätigkeit                               |
| --------------------------- | ----------- | --------------------------------------- |
| Georg „Schurl“ Blemenschütz | 1914–1990   | Freistilringer und Sportveranstalter    |
| Josef Braunhuber            | 1811–1862   | Bürgermeister von Simmering (1856–1862) |
| Johann Fickeys              | 1849–1905   | Kaufmann und Kommunalpolitiker          |
| Alois Fröschl               | 1830–1886   | Bürgermeister von Simmering             |
| Gregor Grill                | 1834–1894   | Bürgermeister von Simmering (1886–1889) |
| Karl Lory                   | 1794–1867   | Wundarzt und Wohltäter                  |
| Eduard Pantucek             | 1887–1961   | Buchdrucker und Kommunalpolitiker       |

### Gräber weiterer Persönlichkeiten
Weitere Persönlichkeiten (Auswahl), die auf dem Simmeringer Friedhof begraben sind:
| Name                   | Lebensdaten | Tätigkeit                                  |
| ---------------------- | ----------- | ------------------------------------------ |
| Otmar Brix             | 1944–2003   | Politiker                                  |
| Carsony Brüder         |             | Artisten                                   |
| Franz Danimann         | 1919–2013   | Widerstandskämpfer                         |
| Anton Dawidowicz       | 1910–1993   | Musikpädagoge, Kapellmeister und Komponist |
| Robert Fabiankovich    | 1924–1992   | Ausstatter, Filmarchitekt und Requisiteur  |
| Jorg Hartig            | 1932–2019   | Maler                                      |
| Albin Hirsch           | 1847–1918   | Bezirksvorsteher von Simmering             |
| Johann Hofstätter      | 1913–1996   | Fußballspieler                             |
| Johann Horvath         | 1903–1968   | Fußballspieler                             |
| Karl Kirchberger       | 1909–1956   | Eishockeyspieler                           |
| Otto Kresten           | 1943–2024   | Byzantinist                                |
| Eduard Krieger         | 1946–2019   | Fußballspieler                             |
| Josef Kostelecky       | 1914–1997   | Politiker                                  |
| Josef Lang             | 1855–1925   | kaiserlicher Scharfrichter                 |
| Wilhelm Müller-Hofmann | 1885–1948   | Maler                                      |
| Rosemarie Polkorab     | 1947–2019   | Politikerin                                |
| Anton Rohrhofer        | 1882–1965   | Fuhrwerksunternehmer                       |
| Alois Schnabel         | 1910–1982   | Feldhandspieler                            |
| Hugo Michael Sekyra    | 1941–1998   | Manager                                    |
| Karl Sesta             | 1906–1974   | Fußballspieler                             |
| Franz Skotton          | 1923–2005   | Politiker                                  |
| Angela Stadtherr       | 1899–1983   | Metallbildhauerin                          |
| Gertrude Stiehl        | 1928–2018   | Politikerin                                |
| Stefan Wagner          | 1913–2002   | Fußballspieler                             |
| Reinhard Todt          | 1949–2025   | Politiker                                  |
| Ferdinand Wondra       | 1905–1976   | Kabarettist (Duo Wondra & Zwickl)          |
| Ludwig Zwickl          | 1906–1975   | Kabarettist (Duo Wondra & Zwickl)          |